# Lithodora zahnii
Lithodora zahnii är en strävbladig växtart som först beskrevs av Halácsy, och fick sitt nu gällande namn av Ivan Murray Johnston. Lithodora zahnii ingår i släktet Lithodora och familjen strävbladiga växter. Inga underarter finns listade i Catalogue of Life.

## Bildgalleri

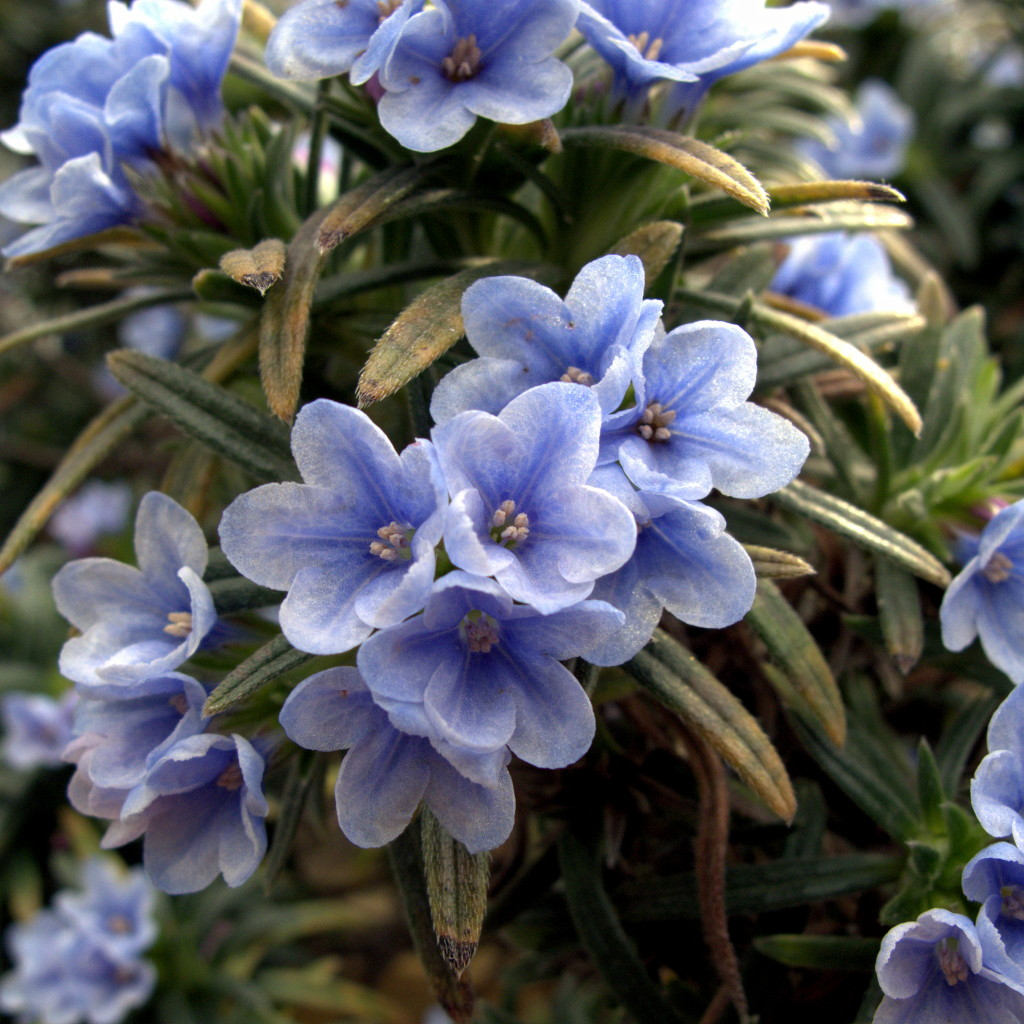
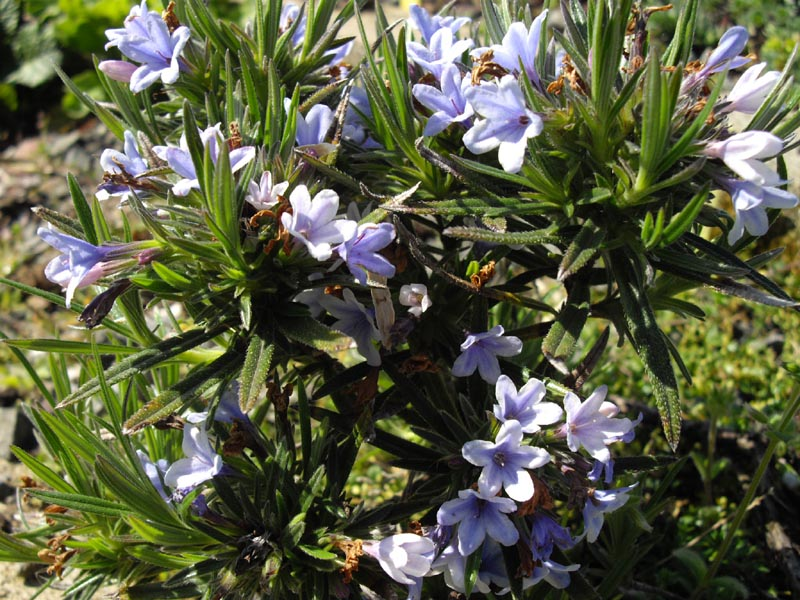
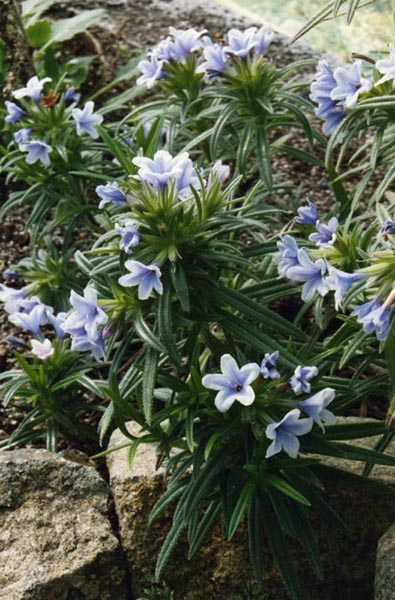
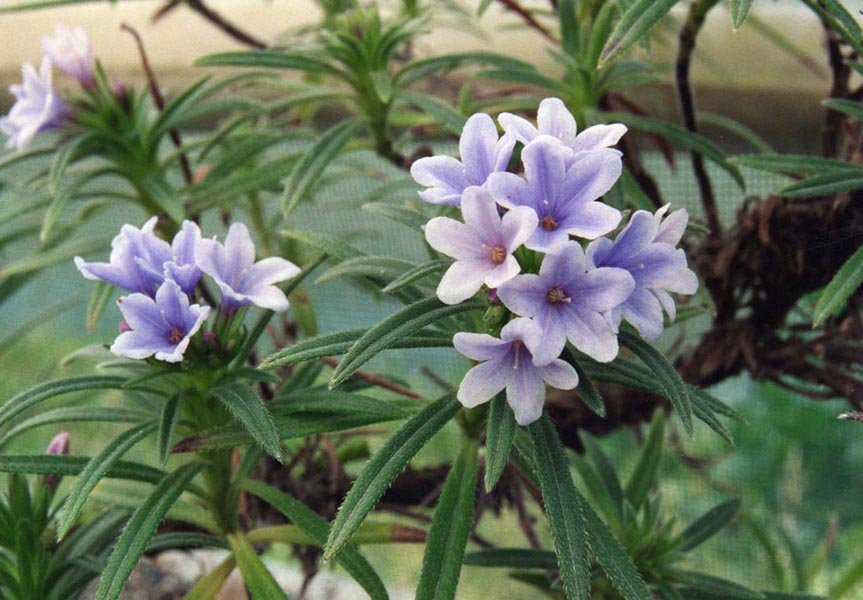
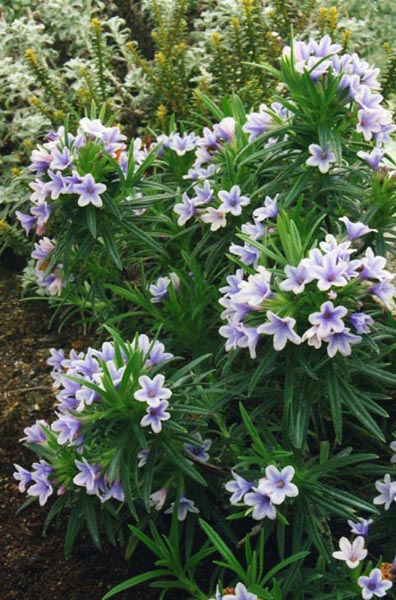